# Charles Masembe
Charles Masembe (Kalungu kerület/Kiwesa, 1953. november 22. –) ugandai nemzetközi labdarúgó-játékvezető.

## Pályafutása

### Labdarúgóként
Az Entebbe Fisheries FC, az Express FC és a  Red Eagles  egyesületekben jobbhátvédként játszott. Az Express FC (Kampala) egyesülettel 1975-ben bajnoki címet szerzett.

### Nemzeti játékvezetés
Játékvezetésből 1983-ban vizsgázott. A Kalungu kerületben, majd a Központi régió labdarúgó-szövetsége által üzemeltetett labdarúgó bajnokságokban kezdte sportszolgálatát.[forrás?] Az Ugandai labdarúgó-szövetség (FUFA) Játékvezető Bizottságának (JB) minősítésével 1987-től a Super League játékvezetője. Küldési gyakorlat szerint rendszeres  partbírói, majd (1993-tól) 4. bírói szolgálatot is végzett. A nemzeti játékvezetéstől 1998-ban visszavonult.

### Nemzetközi játékvezetés
Az Ugandai labdarúgó-szövetség JB terjesztette fel nemzetközi játékvezetőnek, a Nemzetközi Labdarúgó-szövetség (FIFA) 1992-től tartotta nyilván bírói keretében. A FIFA JB központi nyelvei közül az angolt beszéli. Több nemzetek közötti válogatott és klubmérkőzést vezetett, vagy működő társának partbíróként, később 4. bíróként segített. Az 1994-ben az Egyiptomi labdarúgó-szövetség meghívására több bajnoki mérkőzést vezetett. Az 1990-es évek egyik legjobb afrikai bírója. A nemzeti játékvezetéstől 1998-ban búcsúzott.

#### Labdarúgó-világbajnokság
Az U20-as, az 1995-ös ifjúsági labdarúgó-világbajnokságon a FIFA JB bíróként alkalmazta.
| Időpont           | Helyszín              | Mérkőzés típusa              | Mérkőzés    | Eredmény | Nézők száma |
| ----------------- | --------------------- | ---------------------------- | ----------- | -------- | ----------- |
| 1995. április 14. | Al-Ahly Stadion, Doha | csoportmérkőzés (B. csoport) | Chile–Japán | 2 – 2    | 2000        |

---
Az 1994-es labdarúgó-világbajnokságon és az  1998-as labdarúgó-világbajnokságon a FIFA JB játékvezetőként foglalkoztatta. Selejtező mérkőzéseket az CAF zónában irányított.

##### 1994-es labdarúgó-világbajnokság
| Időpont            | Helyszín                                | Mérkőzés típusa           | Mérkőzés                 | Eredmény | Nézők száma |
| ------------------ | --------------------------------------- | ------------------------- | ------------------------ | -------- | ----------- |
| 1992. december 19. | CCM Kirumba Stadion, Mwanza             | előselejtező (H. csoport) | Tanzánia–Namíbia         | 2 – 0    |             |
| 1993. július 18.   | Félix Houphouët-Boigny Stadion, Abidjan | előselejtező (A. csoport) | Elefántcsontpart–Algéria | 1 – 0    | 35 000      |

##### 1998-as labdarúgó-világbajnokság
| Időpont             | Helyszín                       | Mérkőzés típusa           | Mérkőzés                                                     | Eredmény | Nézők száma |
| ------------------- | ------------------------------ | ------------------------- | ------------------------------------------------------------ | -------- | ----------- |
| 1996. június 1.     | Kamuzu Stadion, Blantyre       | előselejtező              | Malawi–Dél-afrikai Köztársaság                               | 0 – 1    | 55 000      |
| 1996. november 10.  | Városi Stadion, Pointe-Noire   | előselejtező (3. csoport) | Kongó–Zambia                                                 | 1 – 0    | 40 000      |
| 1997. április 6.    | Omar Bongo Stadion, Libreville | előselejtező (5. csoport) | Gabon–Marokkó                                                | 0 – 4    | 40 000      |
| 1997. április 27.   | Nemzetközi Stadion, Nairobi    | előselejtező (1. csoport) | Kenya–Guinea                                                 | 1 – 0    | 50 000      |
| 1997. június 8.     | Kégué Stadion, Lomé            | előselejtező (4. csoport) | Angola–Kamerun                                               | 1 – 1    | 16 000      |
| 1997. augusztus 15. | FNB Stadion, Johannesburg      | előselejtező (3. csoport) | Dél-afrikai labdarúgó-válogatott–Kongói labdarúgó-válogatott | 1 – 0    | 80 000      |

#### Afrikai nemzetek kupája
Az 1990-es afrikai nemzetek kupája, az 1994-es afrikai nemzetek kupája, az 1996-os afrikai nemzetek kupája, valamint az 1998-as afrikai nemzetek kupája labdarúgó tornán a CAF JB bíróként foglalkoztatta.

##### 1990-es afrikai nemzetek kupája
| Időpont           | Helyszín                      | Mérkőzés típusa | Mérkőzés                              | Eredmény |
| ----------------- | ----------------------------- | --------------- | ------------------------------------- | -------- |
| 1989. április 30. | Függetlenségi Stadion, Lusaka | kvalifikáció    | Zambiai labdarúgó-válogatott–Mozambik | 3 – 0    |

##### 1994-es afrikai nemzetek kupája
| Időpont           | Helyszín                       | Mérkőzés típusa              | Mérkőzés                                               | Eredmény | Nézők száma |
| ----------------- | ------------------------------ | ---------------------------- | ------------------------------------------------------ | -------- | ----------- |
| 1994. március 28. | Chedli Zouiten Stadion, Tunisz | csoportmérkőzés (B. csoport) | Egyiptom–Gaboni labdarúgó-válogatott                   | 4 – 0    | 6000        |
| 1994. április 2.  | El Menzah Stadion, Tunisz      | egyik negyeddöntő            | Egyiptomi labdarúgó-válogatott–Mali                    | 0 – 1    | 3000        |
| 1994. április 6.  | El Menzah Stadion, Tunisz      | egyik elődöntő               | Zambiai labdarúgó-válogatott–Mali labdarúgó-válogatott | 4 – 0    | 2000        |

##### 1996-os afrikai nemzetek kupája
| Időpont          | Helyszín                         | Mérkőzés típusa              | Mérkőzés                                                       | Eredmény | Nézők száma |
| ---------------- | -------------------------------- | ---------------------------- | -------------------------------------------------------------- | -------- | ----------- |
| 1996. január 16. | EPRFU Stadion, Port Elizabeth    | csoportmérkőzés (D. csoport) | Tunézia–Mozambiki labdarúgó-válogatott                         | 1 – 1    | 8000        |
| 1996. január 24. | EPRFU Stadion, Port Elizabeth    | csoportmérkőzés (B. csoport) | Algériai labdarúgó-válogatott–Burkina Faso                     | 2 – 1    | 180         |
| 1996. január 27. | Free State Stadion, Bloemfontein | egyik negyeddöntő            | Zambiai labdarúgó-válogatott–Egyiptomi labdarúgó-válogatott    | 3 – 1    | 8500        |
| 1996. február 3  | Soccer City, Johannesburg        | döntő                        | Dél-afrikai labdarúgó-válogatott–Tunéziai labdarúgó-válogatott | 2 – 0    | 80 000      |

##### 1998-as afrikai nemzetek kupája
A FIFA JB feljegyzés szerint a Kongói DK–Dél-Afrika mérkőzésen nem a fair play szabályainak megfelelően járt el. Lekerült az 1998-as vb játékvezetőinek tervezett listájáról, majd befejezte a játékvezetői szolgálatot.
| Időpont           | Helyszín                           | Mérkőzés típusa              | Mérkőzés                                                                | Eredmény | Nézők száma |
| ----------------- | ---------------------------------- | ---------------------------- | ----------------------------------------------------------------------- | -------- | ----------- |
| 1998. február 11. | Városi Stadion, Bobo-Dioulasso     | csoportmérkőzés (C. csoport) | Elefántcsontparti labdarúgó-válogatott–Dél-afrikai labdarúgó-válogatott | 1 – 1    | 10 000      |
| 1998. február 25. | Augusztus 4-e Stadion, Ouagadougou | egyik elődöntő               | Kongói Demokratikus Köztársaság–Dél-afrikai labdarúgó-válogatott        | 1 – 2    | 4000        |

#### Ázsia-kupa
Az 1996-os Ázsia-kupán az AFC JB játékvezetőként vette igénybe szolgálatát.
| Időpont           | Helyszín                      | Mérkőzés típusa              | Mérkőzés                       | Eredmény | Nézők száma |
| ----------------- | ----------------------------- | ---------------------------- | ------------------------------ | -------- | ----------- |
| 1996. december 7. | Zájed Sejk Stadion, Abu-Dzabi | csoportmérkőzés (C. csoport) | Egyesült Arab Emírségek–Kuvait | 3 – 2    | 15 000      |

## Sportvezetőként
- 1982–1984 között az SC Villa csapat segédedzője.
- 1985-től a Nakivubo stadion igazgatója.
- 1985–1986 között rövid ideig (három hónap) az Express FC edzője. Az Ugandai Labdarúgó-szövetség közigazgatási államtitkára, majd 2006–2008 között titkára. 2008-ban a FIFA felfüggesztette pozíciójából, mert visszaélést tapasztalt egyes ügyekben (jogosulatlan útlevélkérelmek). A CAF JB tagja, instruktor, ellenőr.
- 1999-ben a nemzetközi játékvezetés hírnevének erősítése, hazájában 10 éve a legmagasabb Ligában (osztályban) folyamatosan tevékenykedő, eredményes pályafutása elismeréseként, a FIFA JB felterjesztésére az 1965-ben alapított International Referee Special Award címmel és oklevéllel tüntette ki.

## Szakmai sikerek
1999-ben a nemzetközi játékvezetés hírnevének erősítése, hazájában 10 éve a legmagasabb Ligában (osztályban) folyamatosan tevékenykedő, eredményes pályafutása elismeréseként, a FIFA JB felterjesztésére az 1965-ben alapított International Referee Special Award címmel és oklevéllel tüntette ki.